# Coussay
Coussay település Franciaországban, Vienne megyében. Lakosainak száma 260 fő (2022. január 1.). Coussay Chouppes, Doussay és Verrue községekkel határos.

## Népesség
A település népességének változása:
| Lakosok száma | 245  | 246  | 253  | 251  | 250  | 249  | 248  | 254  | 260  |
|               | 2013 | 2015 | 2016 | 2017 | 2018 | 2019 | 2020 | 2021 | 2022 |